# Galina Bystrowa
Galina Pietrowna Bystrowa ros. Галина Петровна Быстрова, z domu Dołżenkowa (Долженкова) (ur. 8 lutego 1934 w Nachiczewanie, zm. 11 października 1999 w Wołgogradzie) – radziecka lekkoatletka, medalistka olimpijska i mistrzyni Europy.
Zdobyła mistrzostwo ZSRR w biegu na 80 metrów przez płotki w 1955 pod panieńskim nazwiskiem Galina Dołżenkowa. Od 1956 startowała jako Bystrowa. W mistrzostwach ZSRR w 1956 zajęła 3. miejsce w biegu na 80 metrów przez płotki. Na igrzyskach olimpijskich w Melbourne w tym samym roku była czwarta w finale tej konkurencji z czasem 11,0 s, takim samym jak brązowa medalistka Norma Thrower z Australii.
W latach 1957, 1958 i 1959 zdobywała mistrzostwo ZSRR w biegu na 80 m przez płotki, a w latach 1957 i 1958 także w pięcioboju. Na mistrzostwach Europy w 1958 w Sztokholmie została złotą medalistką w pięcioboju z wynikiem 4733 punkty (według obecnych tabel byłoby to 4215 p.), a dzień później zwyciężyła w biegu na 80 metrów przez płotki (z czasem 10,9 s), zostając w ten sposób podwójną mistrzynią Europy.
Bystrowa zajęła 5. miejsce w biegu na 80 metrów przez płotki podczas igrzysk olimpijskich w Rzymie w 1960 z czasem 11,2 s. W 1962 na mistrzostwach Europy w Belgradzie obroniła tytuł mistrzowski w pięcioboju (4833 punkty, obecnie 4312 p.), a w biegu na 80 metrów przez płotki była szósta. Na igrzyskach olimpijskich w Tokio w 1964 zdobyła brązowy medal w pięcioboju (rozgrywanym po raz pierwszy na igrzyskach) z rezultatem 4956 p.
Nie występowała już później w zawodach międzynarodowych, chociaż w 1968 zajęła 3. miejsce w mistrzostwach ZSRR w pięcioboju.
Rekordy życiowe:
- bieg na 80 metrów przez płotki – 10,6 s.
- pięciobój – 4956 p. (4467 p.)